# Station Hamburg-Rahlstedt
Station Hamburg-Rahlstedt (Bahnhof Hamburg-Rahlstedt) is een spoorwegstation in het stadsdeel Rahlstedt van de Duitse stad Hamburg. Het station ligt aan de spoorlijn Lübeck - Hamburg.

## Indeling
Het station telt één eilandperron met twee perronsporen. Het station heeft twee ingangen, één aan de noordzijde van het perron en één aan de zuidzijde van het perron, beide zijn voetgangerstunnels. De tunnel aan de noordzijde zijn alleen via een trap te bereiken en verbindt de straten Doberaner Weg en Schrankenweg. De voetgangerstunnel aan de zuidzijde heeft naast trappen ook een hellingbaan en een ligt naar het perron, waardoor deze toegang naar het station barrièrevrij is. De tunnel richting het oosten loopt iets verder door en komt uit in het winkelcentrum van Rahlstedt. Zowel aan de oost- als aan de westzijde van de sporen zijn er busstations, tevens is er aan de oostzijde een taxistandplaats.

## Verbindingen
De volgende treinserie doet het station Hamburg-Rahlstedt aan:
| Serie | Treinsoort                   | Route                                                                                        | Bijzonderheden                                                                |
| ----- | ---------------------------- | -------------------------------------------------------------------------------------------- | ----------------------------------------------------------------------------- |
| RB 81 | Regionalbahn (DB Regio Nord) | Hamburg Hbf – Hamburg-Wandsbek – Hamburg-Rahlstedt – Ahrensburg – Bargteheide – Bad Oldesloe | 2x per uur Hamburg - Bargteheide, 4x per uur in de spits Hamburg - Ahrensburg |

0,0: Lübeck Hbf ·
7,5: Reecke-Niendorf ·
15,8: Reinfeld (Holst) ·
23,9: Bad Oldesloe ·
30,0: Kupfermühle ·
35,4: Bargteheide ·
39,9: Ahrensburg-Gartenholz ·
42,4: Ahrensburg ·
51,0: Hamburg-Rahlstedt Bbf ·
51,7: Hamburg-Rahlstedt ·
54,4: Hamburg-Tonndorf ·
58,2: Hamburg-Wandsbek ·
59,7: Hamburg Hasselbrook ·
62,3: Hamburg Berliner Tor ·
Hamburg Lübecker Bf ·
63,9: Hamburg Hbf